# Episodi di Una grande famiglia (prima stagione)

Logo prima stagione

La prima stagione della serie televisiva Una grande famiglia è andata in onda dal 15 aprile al 14 maggio 2012, in prima visione su Rai 1, ed è composta da sei episodi.
| Puntata | Messa in onda  |
| ------- | -------------- |
| 1       | 15 aprile 2012 |
| 2       | 16 aprile 2012 |
| 3       | 23 aprile 2012 |
| 4       | 30 aprile 2012 |
| 5       | 7 maggio 2012  |
| 6       | 14 maggio 2012 |

## Prima puntata
- Diretto da: Riccardo Milani.
- Scritto da: Ivan Cotroneo, Stefano Bises e Monica Rametta.

### Trama
La famiglia Rengoni si prepara per il sessantacinquesimo compleanno di Ernesto, il patriarca della famiglia. Il primogenito, Edoardo, che ha preso le redini dell'azienda dopo l'ictus del padre, vive con la moglie Chiara a Milano, accompagna a scuola i figli Valentina (di quindici anni) ed Ernestino, detto Tino (di sei anni), e poi va al lavoro, pensieroso. Laura, che vive a Bergamo ed è un avvocato in carriera, litiga spesso coi suoi superiori, ed è impegnata nella causa contro Matteo Bisogni e la sua azienda ospedaliera. Mentre il figlio diciassettenne di Laura, Nicolò, nasconde alla madre di essere vittima di atti di bullismo, lei non vuole accettare la richiesta di divorzio di suo marito, che vive lontano con un'altra donna, per non contrastare i suoi forti valori cristiani. Raoul, il terzo figlio, vive con la compagna Martina e con Salvatore, che hanno in affido temporaneo, e sembra molto felice anche nel lavoro, infatti è psicologo infantile in un casale dove si pratica l'ippoterapia. Nicoletta, la quarta figlia dei Rengoni, vive a Pavia, frequenta la facoltà di "economia" all'università, ed ha una relazione segreta col suo professore, Vittorio, che è sposato. L'ultimo dei Rengoni, Stefano, passa molto tempo nella villa dei genitori ad Inverigo, e anche lui lavora all'azienda. Eleonora, moglie di Ernesto, gli regala una fotografia con tutti i loro figli, che fanno inorgoglire l'uomo. Gli ultimi quattro figli arrivano, mentre il primo ritarderà per motivi di lavoro. Invece, Chiara e Valentina e Tino si perdono per cercare la casa, e lei chiama il marito, ma ha paura che Eleonora scopra che si è persa di nuovo, perché lei la odia, tanto che la chiama "signora Trump". La famiglia non è ancora al completo. Edoardo è nel suo aereo, pronto a raggiungere la villa ad Inverigo, ma viene sorpreso da una tempesta: telefona a Raoul (con cui non ha un buon rapporto, per idee diverse riguardo all'azienda, e perché lui ha rubato a Raoul la fidanzata, proprio Chiara), che intanto, con la famiglia, si è rifugiato dentro la villa per la pioggia. Gli dice che è vicino, ma un fulmine colpisce l'aereo, si sente un urlo, e poi niente. Tutti sono preoccupati e sconcertati. Il giorno dopo, la polizia ritrova l'aereo nel Lago di Como, ma di Edoardo nemmeno l'ombra. Ernesto scopre che nel bilancio del figlio mancano 20.000.000 di euro, e lo dice solo a Nicoletta. Solo Serafina, l'assistente di Ernesto prima, e di Edoardo poi, potrebbe sapere qualcosa, perché ha contatti con un uomo misterioso, e perché distrugge dei documenti.

## Seconda puntata
- Diretto da: Riccardo Milani.
- Scritto da: Ivan Cotroneo, Stefano Bises e Monica Rametta.

### Trama
Dopo che Ernesto rivela ad Eleonora che nel bilancio di Edoardo mancano 20.000.000 euro, i coniugi vanno a Milano, da Chiara, e l'avvertono che devono andarsene subito. I tre cercano qualche indizio che spieghi la situazione economica dell'azienda, ma Chiara trova solo un biglietto, il biglietto che l'amante di Edoardo aveva scritto per lui. Non facendo capire niente a Ernesto ed Eleonora, che non vuole vivere con la "Trump", Chiara la contatta e va a casa sua. L'amante di Edoardo le dice che Edoardo la tradiva solo perché credeva che lei non lo amasse. Quando Chiara comunica ai figli che dovranno trasferirsi a Inverigo, Valentina si arrabbia moltissimo. Laura, dopo essere stata licenziata, decide di accettare la proposta di Matteo Bisogni di lavorare come legale del suo ospedale. Dopo essere stato quasi violentato da alcuni suoi coetanei solo per gioco e presa in giro, Nicolò si vendica colpendo alla testa di uno di questi con una spranga e di conseguenza la preside lo sospende. Laura da questa storia esce molto delusa dal figlio. Raoul accompagna Salvo dalla madre, ma ancora non ha chiuso con la droga. Nicoletta è "perseguitata" da Ruggero Benedetti Valentini, un nobile con cui andava a scuola e che la sta corteggiando, ma sembra che lei non faccia altro che pensare a Vittorio, il suo insegnante. Stefano scopre che Edoardo ha dato alla famiglia di Gianmarco, il suo migliore amico morto in un incidente in cui lui si è miracolosamente salvato, molti soldi, e da una foto capisce che al volante di quella macchina c'era lui, e che è lui stesso il responsabile della morte del suo amico. Dopo il trasferimento da Milano ad Inverigo, molto sofferto per Valentina, Tino comincia ad essere mira di telefonate anonime. Il bambino crede che sia suo padre a telefonare, per fargli sentire la sua presenza, infatti lui è sicuro che Edoardo sia vivo. Le chiamate anonime arrivano sempre più frequenti; ogni volta Tino risponde incitando il padre a parlare, ma chiunque sia dall'altra parte resta zitto e attacca. Tino dice di queste telefonate solo al nonno Ernesto, che gli prende di nascosto il cellulare e, all'ennesima telefonata, è lui a rispondere. Il Rengoni chiede all'uomo di parlare, gli chiede più volte se è suo figlio Edoardo, ma chi sta dall'altra parte della cornetta attacca. Serafina continua a sentirsi con un uomo misterioso. Entrambi hanno a che fare con la morte, o scomparsa, di Edoardo Rengoni.

## Terza puntata
- Diretto da: Riccardo Milani.
- Scritto da: Ivan Cotroneo, Stefano Bises e Monica Rametta.

### Trama
Tino è sempre più sicuro che suo padre sia ancora vivo, ma a credergli è solo suo nonno Ernesto, che dopo aver verificato che il nipotino riceve delle telefonate anonime, pensa che a chiamarlo sia proprio Edo. Stefano va a casa dei genitori di Gianmarco, l'amico morto in un incidente autostradale in cui anche lui è coinvolto. Il ragazzo fa delle domande sui soldi che suo fratello Edoardo ha dato loro, e il padre e la madre di Gianmarco rivelano, finalmente, tutta la verità. Era proprio lui, Stefano, a guidare la macchina quella notte. La madre scoppia in un disperato pianto, mentre il padre incolpa il giovane Rengoni dell'omicidio del figlio. Per riallacciare i rapporti con la suocera che non la sopporta, Chiara si offre di cucinare la cena, che, come previsto da Eleonora, si rivela un fiasco. Chiara si arrabbia moltissimo quando scopre che la suocera aveva nascosto delle lasagne che aveva preparato, sicura che la cena non sarebbe riuscita. Chiara prende il figlio più piccolo e lo porta di sopra con lei. Nella nuova scuola, Valentina ha come vicino di banco un ragazzo preso di mira da tutti, Pierluigi, che le presta timide attenzioni. Ma sembra che la ragazza sia interessata solo a fare amicizia con le più popolari della scuola, il cui capo è Giulia, e si inventa molte bugie per far colpo su di loro. Chiara invita a Villa Rengoni alcune mamme dei compagni di Tino, e l'acerrima nemica di Eleonora, la signora Valeria Benedetti Valentini. Le ha invitate per spingerle a comprare alcuni oggetti della casa, così tutti sapranno le difficoltà economiche dell'azienda Rengoni. Laura costringe Nicolò ad andare a scusarsi con il ragazzo che ha colpito. La madre accetta le scuse, e sembra che questo accada anche nel figlio, ma quest'ultimo minaccia Nicolò di vendicarsi. Il ragazzo è spaventato, e chiede alla madre di cambiare scuola, ma lei è molto rigida su questo. Nicoletta va da Stefano, che le dice che non vuole più parlare con nessuno della famiglia, e che quella che lo ha più deluso è lei. Tino scompare nel nulla, e Chiara entra nel panico. La donna chiede aiuto a Raoul, ma presto la notizia si diffonde in tutta la famiglia. Chiara gira per la città a cercarlo, preoccupatissima. Va nella casa della maestra di Tino, che sa darle, involontariamente, un indizio. Benedetta, la compagna di banco del figlioletto, forse, sa qualcosa. Chiara si precipita da lei. Sembra che la bambina sia troppo spaventata per parlare, ma alla fine dice che Tino insisteva con la storia che suo padre sia vivo, e che per sbaglio gli ha fato cadere il cellulare, rompendolo. Chiara avverte Raoul ed Eleonora che sta per andare nella casa sul lago in cui andavano sempre Tino ed Edoardo. I tre sono nella stessa auto, e per la prima volta Eleonora si dimostra solidale con la nuora. Ma la realtà non tarda a mostrarsi, perché nella casa sul lago, di Tino non c'è nemmeno l'ombra. Chiara è disperata, ma presto arriva una telefonata. La polizia dice di aver trovato il bambino, che è sulla terrazza. Chiara corre da lui, lo vede e lo abbraccia come mai aveva fatto. Dall'alto, si vede un elicottero, che non è della polizia. Tutti vengono a sapere del ritrovamento di Tino, e ne sono felici. Persino Valentina sorride al fratellino, tornato a casa. Chiara e Raoul sono in macchina. Rimettono il CD delle canzoni che amavano ascoltare quando erano fidanzati. La passione prende, per la prima volta dopo il matrimonio di Chiara ed Edo, il sopravvento, e si baciano. L'ultima scena della puntata vede Ernesto ed Eleonora soli in una stanza della villa. L'uomo dice alla moglie che la polizia non sa niente della telefonata. Non erano loro. Eleonora non vuole crederci, ma Ernesto dice chiaramente ciò che pensa da tempo: Edoardo è ancora vivo, e sapeva dove Tino si era rifugiato, perché li controlla tutti.

## Quarta puntata
- Diretto da: Riccardo Milani.
- Scritto da: Ivan Cotroneo, Stefano Bises e Monica Rametta.

### Trama
Stefano consegna le sue dimissioni dall'azienda al padre, e torna a lavorare nel team dove lavorava prima dell'incidente di Gianmarco. Ernesto ha rilasciato un'intervista, che finisce su un noto giornale, in cui dice che ha molti dubbi sulla morte di suo figlio. L'intervista sconvolge completamente gli equilibri della famiglia Rengoni. Anche i dipendenti della fabbrica sono increduli,  ancor di più ora che sanno dei problemi finanziari dei Rengoni. Ernesto chiede alla polizia di intensificare le indagini. Così viene ritrovato al largo del Lago di Como il cadavere di Edoardo Rengoni. La notizia sconvolge tutti. Eleonora ed Ernesto vanno in obitorio per il riconoscimento del corpo. La prima ad uscire dalla camera è Eleonora, che chiede persino a Chiara di non entrare e stare con lei, perché Edo è morto. Ernesto non è comunque convinto che il figlio sia morto, e chiede, in segreto da tutti, di fare il test del DNA. Chiara chiede ad Ernesto di poter lavorare nella fabbrica, e l'uomo glielo consente. Eleonora non è felice di questo. A Valentina sembra che non importi niente del papà. Tino continua ad essere certo che Edoardo sia vivo. Stefano va dalla famiglia dicendo che li ha perdonati, ma non starà con loro quella sera, e tutti sono obbligati ad accontentarsi. Nicolò cerca di convincere la madre Laura a iscriverlo in un'altra scuola, ma la donna non sente ragioni. Quando, durante una giornata in Villa Rengoni, Nicolò chiede di poter vivere lì, Laura ha le mani legate, e accetta a malincuore, e sofferente. Il compleanno di Martina è alle porte, e Raoul ancora non le ha regalato nulla. Chiara si offre di aiutarlo. Lui acconsente ma poi, al momento di comprare il regalo, si rifiuta, e manda al diavolo Chiara. Quella sera, Martina riceve un bel dono da Salvo, invece Raoul ha come sorpresa la medesima cosa che le aveva regalato l'anno scorso. Quando la sua donna e il ragazzino ridono di lui, si arrabbia molto, ma poi si calma, scusandosi. Valentina vorrebbe andare ad una festa con le sue nuove amiche snob, ma la madre glielo impedisce. La ragazzina fa come vuole. Alla festa, però, non le permettono di entrare, se non fosse che Valentina conosce un ragazzo più grande grazie al quale riescono ad entrare. I due ballano insieme, ma quando lui tenta di fare l'amore con lei, la ragazza dice di no e lui continua a molestarla, Valentina scappa, piangendo. Per la strada non sa cosa fare, e così telefona a Pierluigi, il suo compagno di scuola, che le aveva dato una foto di suo padre con Edoardo Rengoni (i due uomini si conoscevano), e dietro c'era scritto il suo numero. Pierluigi la riporta casa, dove Chiara la rimprovera, ma quando la vede che ha pianto, l'abbraccia, e Valentina riesce per la prima volta a sfogarsi, dimostrando la sua sofferenza per la morte del padre, e si scusa con la madre. Vittorio pianta nuovamente in asso Nicoletta, e la ragazza decide di accettare la proposta di Ruggero Benedetti Valentini di andare a cena con lui. L'uomo tenta di conquistarla, ma non fa altro che annoiarla. Ad un certo punto, Nicoletta gli dice chiaro e tondo che si sta annoiando, e i due cominciano a trattarsi semplicemente da amici. Ma bevono troppo, e la mattina Nicoletta si risveglia con Ruggero nel suo letto. Schifata e sconcertata, Nicoletta gli dice che quella notte non è stata niente per lei, ma Ruggero sembra non capire. Dopo poco, Vittorio si presenta da Nicoletta dicendo di aver lasciato la moglie e di voler vivere con lei. Ernesto comunica a Eleonora di aver ipotecato la casa; lei lo accusa di essere un vecchio egoista, e quella notte non dorme con lui. A Ernesto viene poi comunicato l'esito dell'esame del DNA, che, sorprendentemente per l'uomo, si dimostra positivo: Edoardo è morto. Tino, una notte, prima di rientrare a casa, va a prendere la palla, ma si trova davanti una figura maschile. Lo chiama "Papà", ma l'uomo non dice nulla.

## Quinta puntata
- Diretto da: Riccardo Milani.
- Scritto da: Ivan Cotroneo, Stefano Bises e Monica Rametta.

### Trama
Chiara ormai lavora ufficialmente nell'azienda dei Rengoni, dimostrando la sua bravura quando la linea di mobili più accessibili creata da lei stessa ha un enorme successo. Raoul convince Chiara a seguirlo in un bosco, dove la loro passione, di nuovo, prende il sopravvento. Valentina, dopo lo sfogo, si distanzia da Giulia e le sue amiche, passa il tempo con Pierluigi, il suo compagno di banco. Ma quando non mantiene la promessa che gli aveva fatto, cioè di studiare insieme. Pierluigi si arrabbia molto e la lascia sola davanti alla scuola. Proprio in quel momento, la ragazza capisce di essersi innamorata di lui. Mentre Vittorio, che si è trasferito a casa sua dopo aver lasciato la moglie, aggiusta una libreria, Nicoletta, in un momento di debolezza, gli rivela di averlo tradito, e lui scappa via. Eleonora fa i complimenti a Chiara per il suo lavoro in fabbrica, e lei ne è felice. Martina ritrova nella giacca di Raoul un biglietto, e lui è costretto a rivelarle che aveva un'amante, ma che adesso è tutto finito. Stefano ora frequenta assiduamente il percorso automobilistico dove ha ricominciato a lavorare, e prova una macchina. Corre, corre, ripensando all'incidente di Gianmarco. L'immagine del suo amico è fissa davanti ai suoi occhi, e sbanda. Dell'incidente di Stefano viene informata tutta la famiglia Rengoni, che corre preoccupatissima all'ospedale. Martina è la dottoressa che cura il ragazzo, e li rassicura. Raoul vuole parlare con Chiara. Dopo i rifiuti iniziali della donna, le dice che ha intenzione di lasciare la sua compagna. Ma, quando lui e Martina accompagnano Salvo dalla madre, lei non si fa trovare. Raoul è sicuro che sia ancora in casa. Costringe la nuova inquilina della casa a farlo entrare e vede la madre del bambino nella camera da letto. Appare come una donna sfinita e sofferente perché non riesce a staccarsi dalla droga, che è il suo mondo. Adesso Martina è sicura, Salvo è loro, lei sparirà. Nicolò, in fabbrica, conosce un ragazzo, Davide, con cui stringe un bel rapporto, e che è fra i pochi che si segnano sulla lista di quelli che stanno bene economicamente, e che hanno la possibilità di vivere bene non lavorando (questa soluzione era stata consigliata a Ernesto da Eleonora). Così, Nicolò gli propone di passare una serata con lui, ma Davide non sa che la sera che devono uscire è il compleanno di Nicolò. Valentina prova a chiamare Pierluigi, ma lui non risponde mai, è troppo deluso. Stefano comunica a Nicoletta che Ruggero sta per andarsene, e lei, nonostante non voglia ammetterlo, è molto interessata. La donna si reca nell'azienda di Ruggero, lui mente, dicendo che è vero che andrà via, e i due si baciano. Dopo il bacio, le rivela che Stefano ha detto una bugia, ma a lei non importa, perché lo ama. In azienda, Chiara ha un mancamento, ma si riprende subito. Purtroppo, Martina chiede a Raoul di prendere in affido definitivo Salvatore, e lui accetta. Così, lo comunica a Chiara, che è dispiaciuta. Poi, al maneggio, rompe tutto nel suo studio e butta giù la porta. Martina convince Raoul ad andare a prendere un caffè con Laura, che saprà dire cosa devono fare per adottare Salvo. Laura, il cui lavoro procede a gonfie vele, così come la collaborazione con Matteo Bisogni, dice che devono sposarsi. Martina non vuole, ma è pronta ad accettare tutto pur di avere la famiglia dei suoi sogni. Un po' più titubante è Raoul. Per il suo compleanno, Laura vorrebbe che il figlio festeggiasse con la famiglia, ma lui deve uscire, e col sostegno della nonna, va, insieme alla cugina, via da Villa Rengoni. Valentina vede Nicolò e Davide, e capisce che il ragazzo è omosessuale, ma per lei non cambia niente, e si limita a sorridere, contenta. Poi, va da Pierluigi, lui scende, e si scambiano un intenso bacio. Nicolò si diverte con Davide, e dopo la cena, si baciano. Lui porta il ragazzo a casa sua, e si baciano di nuovo. Ma Laura li vede, e fugge, sconvolta. Di notte, Tino gioca con una macchinina. Ernesto riconosce la macchinina come quella con cui giocava da piccolo Edoardo. L'uomo chiede al nipote se l'ha presto in soffitta, dove lui l'aveva riposta, e il piccolo dice di sì. La scena successiva si apre sulla soffitta, dova la stessa macchinina che aveva Tino è ancora li, nessuno l'ha mai presa. Alla fine, appare un uomo davanti ad una vetrata, Edoardo Rengoni.

## Sesta puntata
- Diretto da: Riccardo Milani.
- Scritto da: Ivan Cotroneo, Stefano Bises e Monica Rametta.

### Trama
Dopo aver scoperto l'omosessualità del figlio, Laura vorrebbe parlarne con lui, ma i due finiscono solo per litigare. Laura vuole riportare Nicolò a Bergamo. Lui non ha nessuna intenzione di andarsene, e carica la nonna di un peso troppo grande. Dice che andrà via di lì solo se sarà Eleonora a chiederglielo. Laura pensa che la madre sia dalla sua parte, ma rimane delusa, perché Eleonora permette a Nicolò di restare con lei. Laura riparte per la sua città, amareggiata. Nicoletta, con l'auto di Stefano, va all'università e lascia Vittorio. Lui le rinfaccia il tradimento, che aveva perdonato, ma a prendere le difese della sorella interviene Stefano. Così i due vanno via, e Nicoletta è soddisfatta di poter vivere la sua nuova storia d'amore felice. Al loro ritorno in Villa Rengoni trovano Valeria Benedetti Valentini, madre di Ruggero, che annuncia ad Eleonora il matrimonio imminente fra i figli. Di questa storia, Nicoletta non sa nulla, e quando Ruggero arriva, gli chiede cosa sta accadendo. La verità è che, quando lei andava via da Villa Benedetti Valentini, dopo aver fatto l'amore con Ruggero, Valeria li aveva visti, e aveva chiesto al figlio se era una cosa importante, se voleva sposarla, e lui aveva risposto di sì. Ruggero chiede così a Nicoletta di sposarlo, ma non riceve alcuna risposta. Ernesto è costretto a vendere le quote dell'azienda, e immediatamente Serafina avverte l'uomo con cui parla sempre, salendo, per la prima volta, sulla sua auto. Chiara fa il test, e scopre di aspettare un bambino da Raoul. Lo invita a vedersi, lui accetta, ma sembra molto freddo e ancora attaccato a Martina, e, soprattutto, a Salvo. Così Chiara decide di tenere la notizia nascosta. Per fare questo, dice ai figli che ha intenzione di tornare a Milano. I figli però non sono contenti. Laura, al lavoro, piange ininterrottamente, e rivela solo ad un pranzo in un ristorante che suo figlio è gay, e che non gliel'aveva detto prima. Matteo la consola, ma lei crede che lui si sia innamorato, e chiede ad un cameriere una camera per la notte. Laura dice a Busogni di passare la notte assieme, ma lui chiarisce, dicendo che le vuole bene solo come un'amica. Laura è delusa anche da lui. Nicolò va a casa di Davide, lui lo porta a far vedere tutta l'abitazione, ma è evidente che vuol fare l'amore. Lo stesso Nicolò parla a Stefano e Nicoletta prima, e a Valentina poi, della sua relazione con un uomo, ma in entrambi i casi è ben accolto. Serafina quella notte va nello studio di Edoardo e usa il suo computer. Il giorno dopo, Ernesto trova miracolosamente i 20.000.000 che erano spariti, avverte tutta la famiglia, e secondo Eleonora è arrivato il momento di festeggiare. Nicoletta accusa Ruggero di aver fatto sempre tutto da solo, sembra che voglia lasciarlo, ma gli chiede di sposarla, e lui accetta. Ernesto va da Serafina, è sicuro che sia lei ad aver messo i soldi nel computer. La donna nega fino a quando Ernesto se ne va. Serafina capisce che l'uomo non ha solo un sospetto, è convinto che Edoardo sia vivo, e che l'unico ad essersene accorto è stato Tino. Prima di andare alla festa in cui, ovviamente, sono invitati i Benedetti Valentini, Raoul dice a Martina di essere innamorato di Chiara, di non far altro che pensare a lei, e che è stato con lei che l'ha tradita. Martina è arrabbiatissima, e decide di non andare alla festa. Raoul dice a Chiara che l'ama, che ha lasciato Martina per sempre e che vuole stare con lei; la donna è felice ma non gli rivela di aspettare un bambino. A cena, ad un certo punto, Tino scompare e Chiara, non vedendolo più, decide di andare a cercarlo in giardino ma poi Tino torna, accompagnato da un uomo. L'intera famiglia rimane senza parole poiché quell'uomo è proprio Edoardo, creduto morto per tanto tempo. Edoardo guarda serio i suoi familiari, spaventati. Stringe forte la mano del figlio, poi dice "Eravamo in pericolo. Forse lo siamo ancora".